# The Ruggles
The Ruggles è una serie televisiva statunitense in 137 episodi trasmessi per la prima volta nel corso di 3 stagioni dal 1949 al 1952. 
È una della primissime serie televisive. Al centro sono le vicende di una famiglia americana, i Ruggles, padre, madre e quattro figli. La star è il comico Charlie Ruggles che interpreta il personaggio di un padre di famiglia, che porta il suo stesso nome. Rispetto a precedenti serie televisive per famiglie, dove i figli erano o neonati (Christopher William Stearns in Mary Kay and Johnny) o almeno già adolescenti (Lanny Rees in The Life of Riley o Arlene McQuade in The Goldbergs), per la prima volta (qui come in Mama con Robin Morgan) viene dato ampio spazio anche a due giovani attori bambini: Judy Nugent, Jimmy Hawkins e i loro piccoli amici (tra cui nella seconda stagione si distingue Lonnie Burr). Da questo momento in poi diverrà comune nelle sitcom familiari la presenza di figli di età molto diversa ed aumenterà il peso specifico dato agli attori bambini, ora considerati un ingrediente essenziale al loro successo. 
La maggior parte degli episodi della serie si svolgono con i soli membri della famiglia presenti. Poiché le puntate erano trasmesse in diretta, il set doveva essere ampio ed elaborato. Non c'era pubblico sul set e nessuna risata registrata, solo dei brevi stacchi musicali a segnare le entrate e le uscite.

## Trama
Charlie Ruggles è responsabile di un dipartimento per un'azienda. Il suo capo, il signor Williams, e la sua segretaria, la signorina Peabody, sono raramente introdotti nella vicenda e la trama si concentra pressoché esclusivamente sui rapporti familiari di Charles con la moglie Margaret e i loro quattro figli, che vivono in casa con loro. La figlia maggiore Sharon frequenta l'UCLA, il figlio Chuck è alle superiori, mentre i due gemelli più piccoli sono ancora alla scuola elementare. L'episodio finale della serie si chiude con il matrimonio di Sharon Ruggles.

## Episodi
| Stagione         | Episodi | Prima TV originale |
| ---------------- | ------- | ------------------ |
| Prima stagione   | 48      | 1949-1950          |
| Seconda stagione | 52      | 1950-1951          |
| Terza stagione   | 36      | 1951-1952          |

## Produzione
La serie fu prodotta negli Stati Uniti da ABC. Fu una delle prime serie ad essere originata e filmata a Hollywood e non a New York, dove era prodotta la maggior parte dei programmi radiofonici da cui derivarono le prime serie televisive.

## Distribuzione
La serie fu trasmessa negli Stati Uniti dal 1949 al 1952 sulla ABC.